# 5607-es mellékút (Magyarország)
Az 5607-es mellékút egy valamivel több, mint 27 kilométeres hosszúságú, négy számjegyű mellékút Baranya vármegye keleti részén; Mohácstól húzódik Pécsváradig, a két város közt fekvő kisebb települések egy részének feltárásával.

## Nyomvonala
Mohács központjától északnyugatra ágazik ki az 56-os főútnak a várost elkerülő szakaszából, annak a 47+050-es kilométerszelvénye közelében. Nyugat-északnyugati irányban indul, települési neve – úgy tűnik – nincs is, és alig több, mint 2 kilométer után ki is lép a város területéről. Elhalad Mohács, Lánycsók és Székelyszabar hármashatára mellett, de Lánycsók területére nem lép be, Székelyszabar határai közt folytatódik.
E községet 4,9 kilométer után éri el, bő másfél kilométernyi belterületi szakaszán az István utca nevet viseli. 8,2 kilométer után viszont már Himesháza határai között húzódik, ott keresztezi pár lépéssel arrébb – felüljárón, csomópont nélkül – az M6-os autópálya nyomvonalát, majd kiágazik belőle délnyugati irányban az Erdősmárokra vezető 56 126-os számú mellékút.
Himesháza belterületét kevéssel a tizedik kilométere után éri el, a faluban a Kossuth utca nevet viseli. A központ északi részén, csaknem pontosan a tizenegyedik kilométerénél egy elágazása következik: az 5614-es út torkollik bele észak felől, amely út Szebény és Szűr községeket kapcsolja össze egymással és a térséget feltáró fontosabb utakkal. Az út innen még nagyjából fél kilométeren át halad lakott területek közt, majd kilép a falu házai közül.
12,9 kilométer után Geresdlak területén folytatódik, ahol előbb Geresd településrész déli részén halad el, Rákóczi Ferenc utca néven, majd Püspöklak településrész mentén halad el, ugyancsak dél felől harántolva a belterületet, előbb Flórián utca, majd Jánoshegy utca, végül egy szakaszon Mohácsi utca néven. Nagyjából 16,2 kilométer megtétele után hagyja maga mögött Geresdlak lakott területeit, és mintegy 17,8 kilométer után átszeli a nyugati határszélét is.
Kékesd a következő, útjába eső település, de e falu határai közt lényegében csak két elágazása van. Előbb, 18,1 kilométer után az 56 109-es számú mellékút ágazik ki belőle dél felé, a zsáktelepülésnek tekinthető Maráza központja irányában, majd még a 19. kilométere előtt, szintén dél felé kiágazik belőle az 5616-os út is, ez vezet Kékesd központjába, majd azon keresztül Erzsébet településre.

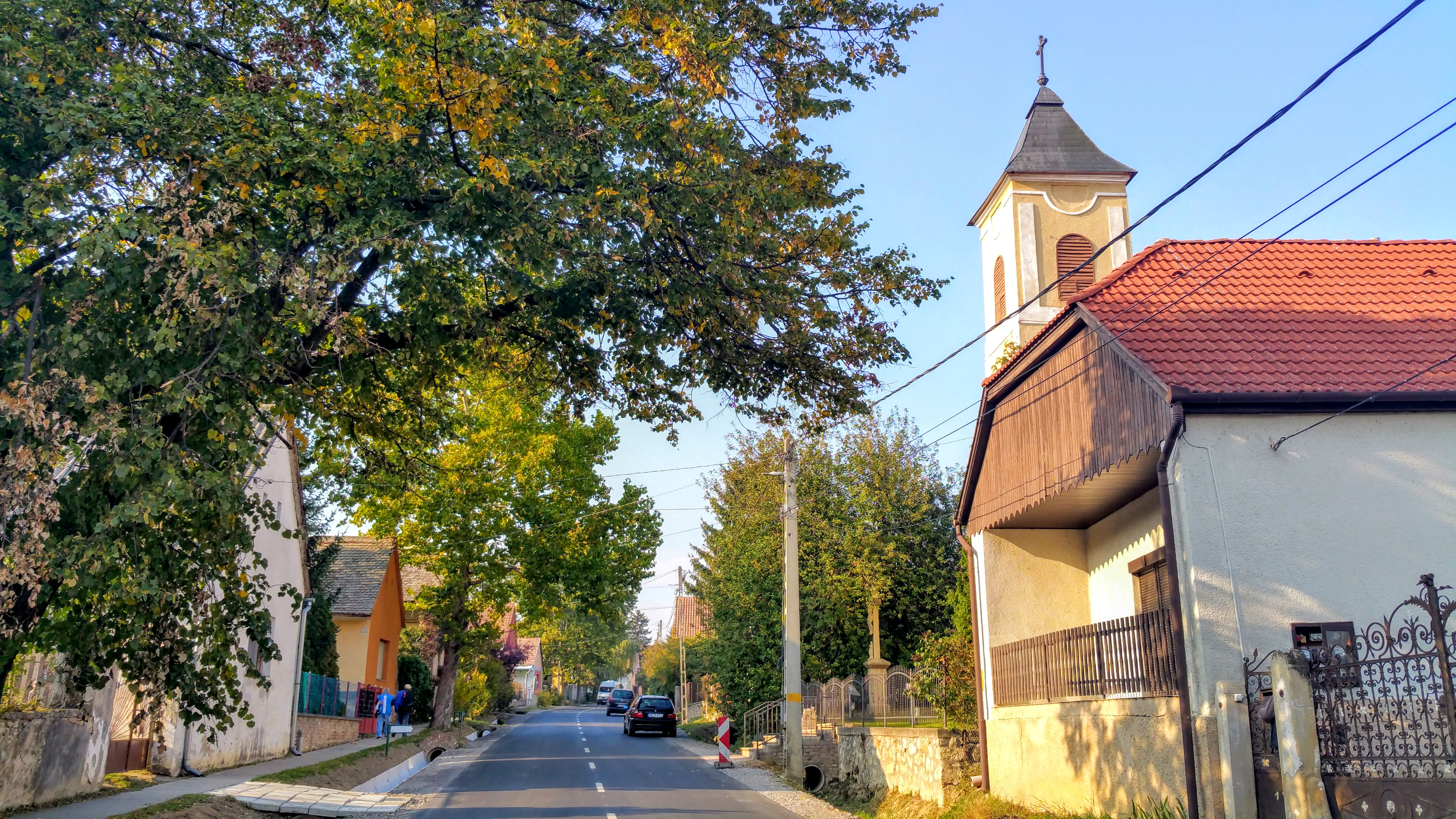
Nagypalli szakasza a község katolikus templomával

Az utóbbi elágazást elhagyva az út északabbnak fordul, így lép be Fazekasboda határai közé; e község belterületének déli szélét valamivel a huszadik kilométere után éri el. Belterületi szakasza a Kossuth utca nevet viseli, és 21,2 kilométer után már újból külterületen folytatódik. A 22. kilométert elhagyva eléri Nagypall határszélét, e községet körülbelül 24,4 kilométer után éri el, határai közt a Szabadság utca nevet viseli, legészakabbi házait pedig 25,5 kilométer után hagyja maga mögött. Alig 400 méternyi távon Zengővárkony határai közt húzódik, ott keresztezi a Pécs–Bátaszék-vasútvonalat is, nyílt vonali szakaszon, majd az utolsó métereit Pécsvárad területén teljesíti. Nagypalli út néven ér véget, beletorkollva az 5606-os útba, annak a legutolsó métereinél, a 32+450-es kilométerszelvénye közelében, néhány lépésre a 6-os főútnak az 5606-os és a 6544-es utakkal alkotott csomópontjától.
Teljes hossza, az országos közutak térképes nyilvántartását szolgáló kira.gov.hu adatbázisa szerint 27,139 kilométer.

## Települések az út mentén
- Mohács
- Székelyszabar
- Himesháza
- Geresdlak
- (Kékesd)
- Fazekasboda
- Nagypall
- (Zengővárkony)
- (Pécsvárad)